# Różewiec
Różewiec (deutsch Rosenstein) ist ein Ort in der polnischen Woiwodschaft Ermland-Masuren und gehört zur Stadt- und Landgemeinde Węgorzewo (Angerburg) im Powiat Węgorzewski (Kreis Angerburg).

## Geographische Lage
Różewiec liegt nordöstlich des Rehsauer Sees (polnisch Jezioro Rydzówka) im Nordosten der Woiwodschaft Ermland-Masuren. Bis zur Kreisstadt Węgorzewo (Angerburg) sind es zehn Kilometer in südöstlicher Richtung.

## Geschichte
Bei dem vor 1785 Resenstein genannten Ort handelte es sich früher um ein kleines Gutsdorf. Vor 1600 wurde es gegründet.
Als im Jahre 1874 der Amtsbezirk Engelstein (polnisch Węgielsztyn) errichtet wurde, bildete Rosenstein eine von drei eingegliederten Kommunen. Der Amtsbezirk war Teil des Kreises Angerburg im Regierungsbezirk Gumbinnen der preußischen Provinz Ostpreußen.
Im Jahre 1910 lebten im Gutsbezirk Rosenstein 51 Einwohner. Am 30. September 1928 gab das Dorf seine Eigenständigkeit auf und wurde in die Landgemeinde Rehsau (polnisch Rydzówka) eingemeindet.
In Kriegsfolge wurde Rosenstein 1945 mit dem gesamten südlichen Ostpreußen nach Polen überstellt und erhielt die polnische Namensform „Różewiec“. Heute ist der Ort in den Bezirk des Schulzenamtes (polnisch Sołectwo) Karłowo (Karlswalde) eingegliedert und bildet eine Ortschaft im Verbund der Stadt- und Landgemeinde Węgorzewo im Powiat Węgorzewski, vor 1998 der Woiwodschaft Suwałki, seither der Woiwodschaft Ermland-Masuren zugehörig.

## Kirche
Die Bevölkerung Rosensteins war bis 1945 einerseits in die evangelische Kirche Engelstein in der Kirchenprovinz Ostpreußen der Kirche der Altpreußischen Union, andrerseits in die katholische Kirche Zum Guten Hirten in Angerburg im Bistum Ermland eingepfarrt. Heute ist das einst evangelische Gotteshaus in Węgielsztyn, jetzt nach St. Josef benannt, die katholische Pfarrkirche – innerhalb des Bistums Ełk der Römisch-katholischen Kirche in Polen. Die evangelischen Kirchenglieder sind nach Węgorzewo orientiert, zur dortigen Filialgemeinde der Pfarrei Giżycko (Lötzen) in der Diözese Masuren der Evangelisch-Augsburgischen Kirche in Polen.

## Verkehr
Różewiec liegt ein wenig abseits westlich der Nebenstraße, die Węgielsztyn (Engelstein) mit Dąbrówka Mała (Klein Dombrowken, 1938 bis 1945 Dammfelde) verbindet. Eine Bahnanbindung besteht nicht.